# Хедли-Грейндж

Фасад поместья Хедли-Грейндж, 1970-е годы

Хедли-Грейндж (англ. Headley Grange) — поместье, расположенное в деревне Хедли, Ист-Хэмпшир, Великобритания. Наиболее известно в качестве места записи песен и репетиционной точки британских рок-групп 1960-х и 1970-х годов, включая Led Zeppelin, Bad Company, Fleetwood Mac, Genesis, The Pretty Things, Clover, а также музыкантов — Питера Фрэмптона и Иэна Дьюрри.
В нынешнее время поместье является частной резиденцией.

## История
Поместье было построено в 1795 году за 150 фунтов и представляло собой трёхэтажное каменное строение, которое первоначально использовалось в качестве богадельни для помощи немощным и сиротам. В 1830 году поместье захватили и занимали сельскохозяйственные бунтовщики. В 1870 году здание было куплено строителем Томасом Кемпом за 420 фунтов стерлингов; он оборудовал его под частную резиденцию и переименовал в «Хедли-Грейндж».

### Использование в качестве студии звукозаписи
Альбомы группы Led Zeppelin — Led Zeppelin III, Led Zeppelin IV, Houses of the Holy и Physical Graffiti — были частично сочинены и/или записаны в «Хедли-Грейндж». Вокалист группы Роберт Плант написал большую часть текста песни «Stairway to Heaven» в этом поместье за один день. Песня Led Zeppelin «Black Dog», которая, как и «Stairway to Heaven», была выпущена на пластинке Led Zeppelin IV, получила название в честь чёрного лабрадора-ретривера, который жил во дворе поместья во время записи альбома. Гитарист Джимми Пейдж вспоминал: «Он был старым псом, знаете, у них появляются такие белые усы вокруг носа? Когда однажды ночью он пропал, мы все думали, что он убежал куда-то покутить, [потому что], вернувшись, он проспал весь день. И мы думали: о, чёрный пёс — мы называли его просто чёрным псом — был на гулянке. Так и было. Это стало дежурной шуткой. Каждый раз, когда кто-нибудь заходил на кухню, он по-прежнему спал…».

По словам Пейджа в поместье было одно большое преимущество, не надо было тратить время на заказ студии и ожидания своей очереди — как только возникала идея, её тут же можно был записать на плёнку: 
Конечно же, прежняя атмосфера сохранилась. Раньше там находилась исправительная тюрьма, и было очень любопытно подвергнуть ее тем испытаниям, которые мы собирались провести. Мы жили в очень большом трехэтажном здании. […] На самом деле там было центральное отопление, но паровой котел был изготовлен еще году в 1920. Помню, как ребята пытались заставить его работать, но только пар разлетался повсюду, и мы бросили эту затею. Так что у нас в гостиной горел огонь — настоящий огонь в камине, но этого было недостаточно. Там все равно всегда было довольно холодно. Мне это место казалось… не то что бы заброшенным, но выглядело оно так, что едва ли там можно было жить. Помню, в моей спальне — на самом верху лестницы — простыни всегда были сырыми. Вообще было очень сыро. К счастью, мы не подхватили бронхит… Вот в таких условиях мы и жили, работая над этим альбомом. И приходилось подыматься и приступать к делу, заставлять шар вращаться, а пленку — мотаться.

Пейдж очень любил это здание, несмотря на уверенность Роберта Планта, Джона Бонэма и Энди Джонса, что там водится нечистая сила. В интервью 2010 журналу Mojo гитарист рассказал следующее: 
Первоочередной причиной, по которой мы решили там поселиться, было погружение в такую обстановку, когда вы пишете и по-настоящему живете музыкой. Прежде у нас, как у группы, не было подобного опыта, за исключением случая, когда мы с Робертом [Плантом] отправились в Брон-Эр-Айр. Но туда поехали только мы вдвоём — вдохновляться лоном природы Уэльса и наслаждаться его атмосферой. Сейчас же все было по-другому. Мы целенаправленно сконцентрировались в определённом пространстве, и суть того, что там происходило, проявилась в трех альбомах (IV, Houses Of The Holy, Physical Graffiti).
По словам Питера Гэбриела, он и другие участники группы Genesis, сочинили бо́льшую часть материала для своего концептуального альбома The Lamb Lies Down on Broadway в этом поместье.
Одноименный дебютный альбом группы Bad Company также был записан в «Хедли-Грейндж»; тогда этим коллективом руководил менеджер Питер Грант, который параллельно занимался делами Led Zeppelin.

### Впечатления от поместья в фильме «Приготовьтесь, будет громко»

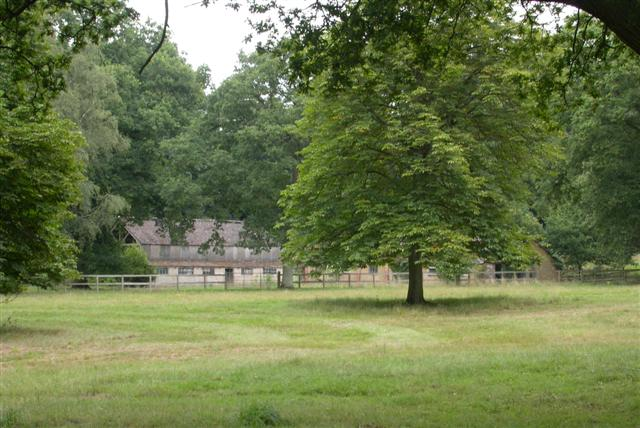
Амбар на территории поместья Хедли-Грейндж

В документальном фильме «Приготовьтесь, будет громко» у Пейджа брали интервью внутри «Хедли-Грейндж» и задавали вопросы про работу над Led Zeppelin IV. В частности, музыкант рассказывал о том, как ударные для песни «When the Levee Breaks» записывались в похожем на пещеру коридоре с гулкой акустикой.

Впоследствии он так отзывался об этом визите: 
Меня по-прежнему переполняли воспоминания, о том как мы играли там в 1970-х. Тогда поместье еще не использовалось [для постоянного проживания], однако им до сих пор владеет та же самая семья. Дама, которая сдавала его в аренду [Led Zeppelin], по-моему, уже умерла, но сейчас там живет ее внучка. Мои впечатления от поместья были таким же, как в те старые времена, когда отопление не работало и было очень сыро, оно по-прежнему оставалось местом [концентрации] какой-то мощнейшей энергетики. […] [В фильме] я был совершенно ошеломлен, когда вошел туда, не только из-за [нахлынувших] воспоминаний, но и потому, что теперь это был [полноценный жилой] дом, и я бродил по дому, в котором жили. В нём стояла мебель, были украшения, висели картины и даже имелись несколько музыкальных инструментов. […] Размеры зала остались такими же, какими я его помнил. Я также прошёлся по другим комнатам, включая спальню, в которой я жил, и место где горел огонь, где мы обычно грелись, и это было совершенно ошеломляюще.